# Dojke
Dojke ili sise (lat. mamma), su žlezde karakteristične za ženski pol, po kojoj je nazvan čitav rod sisara. Nalazi se na prednjoj strani grudnog koša na granici kosti i hrskavice četvrtog rebra. Dojke su genetski apokrina kožna žlezda.
Veličinu i oblik dojki određuje potkožno masno tkivo koje oblikuje i obavija mrežu mlečnih kanala koji konvergiraju u bradavice. Na krajevima kanala su lobusi ili grupe alveola, gde se mleko proizvodi i skladišti u odgovoru na hormonske signale. U trudnoći, dojke odgovaraju na složene interakcije hormona , uključujući i estrogene, progesteron i prolaktin, koji posreduju završetak svog razvoja, naime lobuloalveolarno sazrevanje, u pripremi laktacije i dojenja. Nakon porođaja, alveole stimulišu proizvodnju i lučenje mleka za dojenčad.
Uz funkciju u prehrani dojenčadi, ženske dojke imaju društvene i seksualne karakteristike. Dojke su predstavljene na značajnim antičkim i modernim skulpturama, drugim oblicima umetnosti i fotografijama. Ženske grudi se shvataju kao istaknuta osobenost u percepciji žene, njene slike tela i seksualne privlačnosti. Neke zapadne kulture asociraju dojke sa seksualnošću i imaju tendenciju smatranja golih grudi na javnim mestima kao neskromnost ili nepristojnost. Dojke i posebno bradavice su erogene zone žene. S obzirom na naglasak u nekim kulturama na veličinu grudi i privlačnosti, neke žene traže podešavanje grudi ili druge operacije za povećanje ili smanjenje njihove veličine ili podizanje opuštenih grudi.

## Dojke pripadnika vrste
Dojka ženskog novorođenčeta ne razlikuje se od dojke muškog novorođenčeta. Jedna i druga neposredno nakon rođenja izlučuju sekret pod uticajem hormona prolaktina. Do početka puberteta muške i ženske dojke se razvijaju jednako, a onda se muška dojka u pravilu dalje ne razvija, dok se ženska pod uticajem ženskih polnih hormona razvija i njen razvoj se završava tek za vreme trudnoće i dojenja.
Dojka žene je složena tubuloalveolarna žlezda, izgrađena od 20 do 25 pojedinačnih žlezda. Svaka od njih zajedno s veznim i masnim tkivom izgrađuje po jedan režanj. Režnjevi su međusobno odeljeni gušćim vezivnim tkivom, a svakom režnju dojke pripada jedan glavni odvodni kanal (ductus lactiferus), koji završava levkastim proširenjem na bradavici (porus lactiferus).
Dojka polno zrele žene se ciklički menja zavisno od menstrualnog ciklusa.
Bradavica dojke (mamilla mammae) i pojas koji je okružuje (areola mammae) pokriveni su nežnom i jače pigmentisanom kožom. Epidermis bradavice i areole kod žena je jače orožen (kao zaštita kod dojenja).
Vezivno tkivo bradavice sadržava veliki broj krvnih i limfnih žila i glatkih mišićnih ćelija, koje su smeštene kružno i uzdužno oko odvodnih kanala, a radijalno i transverzalno na bazi bradavice. Tokom trudnoće se znatno povećavaju žlezdni elementi na račun veznog tkiva zahvaljujući delovanju estradiola i progesterona, a promene su vidljive od drugog meseca trudnoće.

## Embriologija
Dojka je modifikovana znojna žlezda, koja se kod ženki razvija u funkcionalni organ, a kod muškarca ostaje rudimentirana.
Krajem prvog meseca embrionskog razvoja, duž ventrolateralne strane trupa, od osnove ruke do osnove noge, razvijaju se mlečne pruge. Njihovi kranijalni delovi se razvijaju u mlečne žlezde. Urastanjem zadebljale epiderme u mezenhim iz njegovog distalnog kraja izrasta niz epitelnih tračaka (do 25), od kojih se razviju glavni odvodni kanali režnjeva mlečne žlezde (ducti lactiferi). Krajem fetusne faze života, epitelni trake se razgranavaju, pa se njima pojavljuje lumen. Prema vani, mlečni kanali se otvaraju u udubinu, od koje se, odmah nakon rođenja, formira bradavica, širenjem dubljeg mezenhima.
Grananje epitelnih traka, koji predstavljaju buduće mlečne kanaliće, nastavlja se i nakon rođenja. Kod muškaraca, pod uticajem muških hormona i nedostatka dovoljne količine estrogena, grananje prestane pre puberteta, pa mlečna žlezda ostaje nerazvijena. Kod žene se, u tom dobu, nastavlja deoba epitelnih tačaka, uz istodobno gomilanje masnog tkiva. Konačno razgranjenje i formiranje žlezdanih delova i njihova diferencijacija u pravcu razvijanje sposobnosti za sekreciju mleka, završava se za vreme trudnoće, a u starosti se dešva senilna involucija.

## Anatomija i histologija
Normalnu veličinu, dojke postižu tokom adolescencije, između šesnaeste i devetnaeste godine. Većinom se nalaze na nivou između drugog i sedmog rebra, te između bočnog ruba prsne kosti i srednje pazušne linije (regio mammalis).
Koren dojke (radix mammae) je u području ispod drugog rebra i nastavlja se u trup dojke (corpus mammae), koja je obložena kožom, sa oštro-žlebnim donjim naborom u (sulcus submammalis) i prelazi u kožu grudnog koša. Na vrhu dojke je njena prirodna bradavica (papilla mammae), izbočena struktura, obično visine i širine po oko centimetar, kroz koju izlaze izvodni kanali mlečne žlijezde. Oko bradavice je kružno pigmentirano područje (areola mammae). Dojku oblikuje žlezdano tkivo mlečne žlezde (glandula mammaria), koje je ugrađeno u vezivnu stromu i obloženo masnim tkivom. Mlečna žlezda sadrži 10 do 20 mehurasto-cevastih žlezda (lobi glandulae mammariae), od kojih svaka ima sopstveni izvodni kanalić (ductus lactiferi) koji se posebno otvara na bradavici. Režnjevi se dele na režnjiće (lobuli glandulae mammariae), koji su odvojeni vezivnim pregradama. To doprinosi da se palpacijom mlečna žlezda čini kao zrnasta masa. Režnjevi i izvodni kanali raspoređeni su zrakasto oko bradavice, pa svaka operacija uvažava pravilo da rez dojke mora biti radijalan prema bradavici. Izvodni kanal proširuje se pre ulaska u bradavicu, u 5 do 9 mm široki sinus (sinus lactiferus), nakon čega se opet sužava, pre otvaranja na vrhu bradavice.
Arterije dojke su grane triju arterija: unutrašnje (a. thoracica interna), lateralne (a. thoracica lateralis) i međurebrene arterije (aa. intercostales). Arteria thoracica interna snabdeva krvlju srednji deo dojke; iz ove arterije polaze perforantni ogranci (rr. perforantes) koji probijaju međurebrene prostore. Od perforantnih grana odlaze ogranci za dojku (rr. mammarii). Bočni deo dojke prokrvljavaju ogranci a. toracike lateralis (rami mammarii laterales). Duboki deo opskrbljuju ogranci interkostalnih arterija (rr. mammarii).
Vene dojke formiraju obilati potkožni splet, koji započinje oko areole, Halerovim prstenom (plexus venosum areolaris). Vene medijalnog dela dojke ulivaju se u unutrašnje vene prsnog koša (vv. thoracicae internae), a iz bočnog dela dojke, vensku krv odvode lateralna vena grudnog koša (v. thoracica lateralis) i međurebrene vene (vv. intercostales).
Limfni sudovi dojke nalaze se na njenoj površini i u dubini, čineći međusobno povezane mreže (sa anastomozama). Najveći deo površnih limfnih sudova uliva se u pazušne limfne čvorove (nodi lymphatici axillares). Neki od potkožnih limfnih sudova ulivaju se i u pazušne limfne čvorove suprotne strane, i to neposredno ili posredno, preko limfnih sudova suprotne strane. Limfa iz bradavice, areole i lateralnog dela dojke uliva se u pazušne limfne čvorove duž donjeg ruba velikog grudnog mišića. Iz lateralnih delova limfnog suda najpre polaze u međurebrene limfne čvorove (nodi lymphatici intercostales), a zatim u pazušne (nodi lymphatici axillares). Iz gornjih i dubokih delova dojke, limfni sudovi teku uzduž sloja velikog grudnog mišića prema pazuhu. Na tom putu nalaze se grudni limfni čvorovi (nodi lymphatici pectorales). Drugi deo tih sudova probija se kroz taj mišić i uliva se u infra- i supraklavikulske limfne čvorove. Iz dubokih delova medijalne strane dojke, limfni sudovi prolaze kroz međurebrene mišiće i ulivaju se u parasternalne limfne čvorove (nodi lymphatici parasternales). To su jedini limfni sudovi koji što potpuno mimoilaze pazušne limfne čvorove.
Pazušni limfni čvorovi, njih 30 do 40, dele se na:
- limfne čvorove u vrhu pazušne jame (nodi lymphatici apicales), u
- centru pazušne jame (nodi lymphatici centrales),
- duž medijalne strane pazušne vene (nodi lymphatici laterales),
- duž donjeg ruba velikog grudnog mišića (nodi lymphatici pectorales) i
- ispred subskapularnog mišića (nodi lymphatici subscapulares).

Dojku inerviraju međurebreni živci (nn. intercostales, II do VI). Gornji deo dojke inerviraju i ogranci supraklavikulskih živaca, vratnog spleta. U korijumu i ispod kožnog sloja nalaze se Vater-Pacinijeva i Mejsnerova čulna telešca.

### Oblik i podrška
Morfološke varijacije u veličini, obliku, zapremini, tkivnoj gustini, pectoral locale, i razmaku dojki određuju njihov prirodni oblik, izgled, i poziciju na ženskom prsima. Veličina dojki i druge karakteristike nisu indikacija odnosa masnoće i mleka žlezda, niti potencijala da žena doji odojče. Na veličinu i oblik dojki utiču normalne hormonske promene (telarhe, menstruacija, trudnoća, menopauza) i medicinska stanja (e.g. hipertrofija dojki). Oblik dojki je prirodno određen podrškom suspenzora Kuperovih ligamenata, mišićima i koštanom strukturom prsa, i kožnim pokrivačem. Suspenzorni ligamenti održavaju dojke sa ključne kosti i lavijsko-prsnog pojasa prolazeći kroz i obuhvatajući masnoću i tkivo mlečnih žlezda. Dojke su postavljene, pričvršćene i poduprte na grudnom zidu, dok je njihov oblik uspostavljen i održavan kožnom omotnicom. Iako je uobičajeno verovanje da dojenje uzrokuje padanje dojki, istraživanja su pokazala da ženske dojke padaju usled četiri ključna faktora: pušenje cigareta, broj trudnoća, gravitacije, i uvećanja ili gubitka telesne težine.

## Fiziologija
Nerazvijena dojka muškaraca je rudimentni organ, a kod žena je deo polnog aparata, koji luči mleko i omogućava prehranu dojenčeta, zahvaljujući međudelovanju niza hormon.
U pubertet, estrogeni ciklično podstiču rast strome i kanalića, kao i odlaganje masti koja povećava volumen dojke. Potpuni razvoj dojke zbiva se u trudnoći, kada posteljica luči velike količine estrogena, koji dovode do grananja i rasta sistema kanalića, povećanja strome i ulaganja masti. Na taj rast utiču još najmanje četiri hormona: hormon rasta, prolaktin, glukokortikoidi nadbubrežnih žlezda i insulin.
Pod uticajem progesterona rastu režnjići, alveole pupaju, a alveolske ćelije poprimaju sekrecijska obeležja. To je analogno uticaju progesterona na endometrijum u drugoj polovini menstruacijskog ciklusa.
Estrogen i progesteron imaju i specifično inhibicijsko delovanje na lučenje mleka. Prolaktin koji se luči iz hipofize majke i podstiče lučenje mleka. Koncentracija mu se neprestano povećava, od 5. nedelje trudnoće do porođaja. Pri porođaju, koncentracija prolaktina je oko 10 puta veća od normalne. Posteljica utiče na lučenje mleka, kao i lučenjem velike količine somatotropina, koji deluje blago laktogeno. Do poroda, dojka izlučuje male količine kolostruma koji, za razliku od mleka, ne sadrži masti. Nakon poroda prestaje lučenje estrogena i progesterona, što omogućava ispoljavanje laktogenog efekta prolaktina. Dva do tri dana nakon poroda, počinje obilno lučenje mleka, za što je, osim prolaktina potrebno lučenje i ostalih majčinskih hormona, od kojih su najvažniji hormon rasta, glukokortikoidi nadbubrežne žlezde i paratiroidni hormon. Oni utiču na metabolizam aminokiselina], masnih kiselina, glukoze i kalcijuma, koji su potrebni za stvaranje mleka.
Nivo prolaktina posle porođaja opada na netrudničku, ali svako dojenje izaziva deseterostruko povećanje lučenja prolaktina koje traje oko jedan sat, usled refleksnog delovanja podražaja bradavice na hipotalamus. Taj prolaktin osigurava mleko za iduće dojenje. Ako se dojenje prekine ili kada dođe do oštećenja hipotalamusa ili hipofize, za nekoliko dana se izgubi sposobnost stvaranja mleka.
Mleko se neprekidno luči u alveole mlečnih žlezda, a u kanaliće, tj. do dojenčeta dolazi kombinovanim, neurogenim i hormonskim podražajem oksitocina. Oksitocin se luči istovremeno s prolaktinom, prenosom impulsa somatskim nervima, preko kičmene moždine, u hipotalamus. U dojku dolazi putem krvi i izaziva kontrakciju mioepitelnih ćelija koje okružuju alveole, što izaziva istiskivanje mleka u kanaliće. Ovaj proces započinje pola do jedne minute nakon što dete počne sisati, a javlja se u obe dojke. Kao stimulacija, često je dovoljno samo tetošenje deteta ili dečji plač. Nasuprot tome, inhibicija lučenja oksitocina nastaje zbog mnogih psihogenih faktora, kao i uopćene simpatičke stimulacije. Zato je značajno da majka ima nesmetane uvslove da bi dojila dete.

## Bolesti dojke
Dojka muškarca je rudimentni organ, relativno neosetljiv na hormonske uticaje. Kod žena dojka je složeno građen organ, koji je na njih veoma osetljiv. Zbog ranije opisanih osobenosti, dojke žene su vrlo osetljive i sklone patološkim promenama. Sve bolesti dojke mogu se svrstati u dve velike kategorije:
- netumorske i
- tumorske bolesti.

### Netumorske
Među najčešćim netumosrskim bolestima dojke su amastija, galaktoreja, atrofija, tejlitis, i displazija.
Poremećaji razvoja se ispljavaju kao amastija (manjak dojke), mikromastija (male dojke), makromastija (velike dojke), polimastija (prekobrojne dojke), atelija (manjak bradavice), mikrotelija (sitna uvučena bradavica), politelija (prekobrojna bradavica).
Poremećaji funkcije dojki su galaktoreja (izlučivanje mleka izvan doba dojenja), secernirajuća dojka, krvareća dojka, mastodinija (bolna dojka), produženo dojenje, preobilna količina mleka, neizdašnost dojki i spontano isticanje mleka.
Regresivne promjene dojke su atrofija (smežurane dojke), distrofija (pretvaranje tkiva dojke u masnoće, sluz ili stvaranje kalcifikata) i steatonekroza (u izumrlom masnom tkivu taloži krečnjak, koji se ispoljava kao tvrd, ponekad bolan čvor).
Upalne promene dojke su teilitis (upala bradavice), areolitis (upala areole), intertrigo (ekcem subdojknog nabora), mastitis (upala mlečne žlezde, najčešće u prve dve sedmice nakon porođaja), apsces (lokalizirana gnojna upala), karbunkul (gnojna infekcija kože i potkožnog tkiva s brojnim gnojnim čepovima) i retko tuberkuloza, sifilis i aktinomikoza.
Displazije su najčešća i najvažnije fibrocistne bolesti dojke. To je najčešća bolest dojke uopće i najčešći povod odlaska lekaru na pregleda dojke, a navodi se i kao predisponirajući faktor rizika za rak dojke. Ispoljava se se kao bujanje vezivnog tkiva (fibroza) ili ćelija mlečne žlezde (epitelijalna hiperplazija), o stvaranju cističnih formacija ili o kombinacijama navedenih pojava. Te promene su uzrokovane hormonskim uticajima (estrogen, progesteron, prolaktin).

### Tumorske
Dobroćudni tumori, najčešće se javljaju kao fibroadenom (češći je u mlađih žena) i papilom (resičasto bujanje u mlečnom vodu koje često izaziva krvarenje, pa je čak 50% svih krvavih iscedaka iz bradavice uzrokovano tom promenom). Ostali su prilično retki: lipom, fibrom, hemangiom, neurinom, hondrom. Ovde takođe spadaju i razne ciste. Poseban oblik retkog tumora dojke su filodni tumori (cistične formacije kojima listasto bujaju ćelijski izdanci).
Zloćudni tumori obuhvataju sve oblike raka dojke.

## Dodatne slike
- Krava
- Mačka
- Svinja
- Ovca
- Koza
- Slon
- Čovek

## Literatura
- Hall, Brian Keith (1998). „8.3.3 The gastrula and gastrulation”. Evolutionary developmental biology (2nd изд.). The Netherlands: Kluwer Academic Publishers. ISBN 978-0-412-78580-1.
- Гордана Теофиловски-Парапид, Александар Маликовић (2007). Анатомија човека: за студенте Фармацеутског факултета. Београд. ISBN 978-86-907009-1-2.
- Hollander, Anne (1993). Seeing through Clothes. University of California Press. ISBN 978-0-520-08231-1.. Berkeley.
- Morris, Desmond (1967). The Naked Ape: a zoologist's study of the human animal. Bantam Books.. Canada.
- Yalom, Marilyn (1998). A History of the Breast. London: Pandora. ISBN 978-0-86358-400-8.

## Spoljašnje veze
- „Are Women Evolutionary Sex Objects?: Why Women Have Breasts”. Архивирано из оригинала 2. 12. 2011. г.